# Интернет в Китайской Народной Республике
Интернет в КНР появился в 1994 году. На конец 2011 года в Китае было более 513 миллионов пользователей, что больше, чем в любой другой стране.

## История

Увеличении скорости Интернета в Восточной Азии и Юго-Восточной Азии в 1995—2012 годах

История Интернета в КНР началась 25 сентября 1987 года, когда профессор Цянь Тяньбай (кит. 钱天白) отправил первое электронное письмо с текстом «Преодолевая Великую китайскую стену, чтобы соединиться с миром». В следующем году Пекинский институт физики высоких энергий установил связь с Европой и Северной Америкой, а сеть университета Цинхуа — с университетом Британской Колумбии в Канаде по протоколу X.25. В 1993 году Институт физики высоких энергий арендовал спутник AT&T для соединения с Stanford Linear Accelerator Center на скорости 64 КБ/с, однако связь была ограничена университетской сетью.
Домен верхнего уровня .cn для Китая был зарегистрирован в DDN-NIC, предшественнике InterNIC, 28 ноября 1990 года, в 1993 году его DNS-сервер был переведён в институт физики высоких энергий.
В 1995 году компания China Telecom через два канала пропускной способностью 64 КБ/с в Пекине и Шанхае, арендованные у Sprint и соединяющие Китай с США, начала предоставление услуг Интернет через телефонные линии, DDN и сеть X.25. Компания также начала строить государственную сеть (backbone) Chinanet.
Согласно первому статистическому исследованию китайского сегмента Интернета, проведённому в 1997 году CNNIC, в Китае было 290 тысяч компьютеров, подключённых к Интернету, 620 тысяч пользователей, 4066 зарегистрированных доменных имён, 1500 веб-сайтов.

## Настоящее время
Большинство пользователей (95 %) подключено к Интернету через высокоскоростные соединения. Крупнейшими провайдерами являются China Telecom (48 % рынка), China Unicom (16 %) и China Mobile (11 %), предоставляющие как услуги домашнего подключения, так и сотовой связи, включая WAP и мобильный интернет посредством EDGE (CDMA для сети China Telecom).
В крупных городах распространены интернет-кафе, называемые кит. упр. 网吧, пиньинь wǎngbā, буквально: «сетевой бар». Для работы в интернет-кафе обязательно предъявление паспорта; в Пекине владельцы кафе обязаны хранить для официальных записей фотографии всех посетителей.

### Государственный контроль
Доступ к иностранным сайтам изнутри материкового Китая ограничивается правительством Китая в целях цензуры. Веб-страницы фильтруются по ключевым словам, связанным с государственной безопасностью, а также по «чёрному списку» адресов сайтов.
Иностранные поисковые машины, работающие в Китае, включая Google, Yahoo и Microsoft (поиск BingSearch), согласились аналогичным образом фильтровать результаты поиска.
Сайты, расположенные в самом Китае, проходят регистрацию в Министерстве промышленности и информатизации, что позволяет выявить автора незаконного содержимого.